# Tylobranchion speciosum
Tylobranchion speciosum är en sjöpungsart som beskrevs av William Abbott Herdman 1886. Tylobranchion speciosum ingår i släktet Tylobranchion och familjen Diazonidae.
Artens utbredningsområde är Södra Ishavet. Inga underarter finns listade i Catalogue of Life.